# Fun (Band)
Fun (Eigenschreibweise fun.) ist eine US-amerikanische Indie-Pop-Band aus New York.

## Geschichte

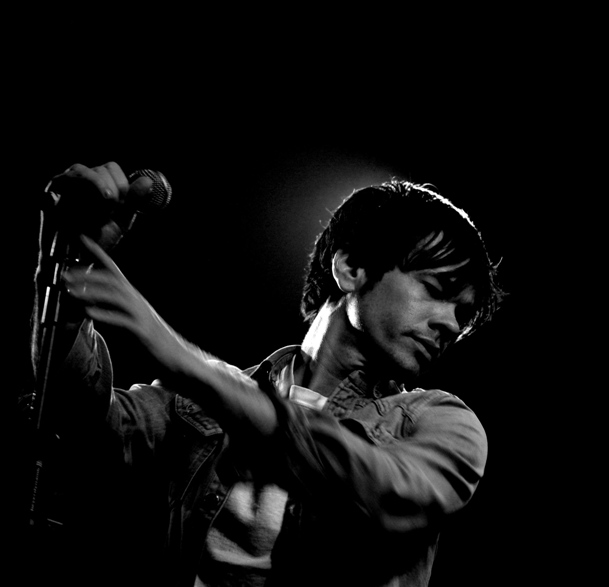
Sänger Nate Ruess auf der Bühne (2010)

Die Band wurde im August 2008 durch Nate Ruess, zuvor Teil der Gruppe The Format, Andrew Dost von Anathallo und Jack Antonoff von Steel Train gegründet. Das Debütalbum Aim and Ignite wurde im August 2008 mit Produzent Steven McDonald und Arrangeur Roger Joseph Manning Jr., dem ehemaligen Keyboarder von Jellyfish, aufgenommen.
Im Februar 2010 trat die Band gemeinsam mit Vedera als Supporting Act von Jack’s Mannequin bei deren Tour auf. Zwei Monate später traten Fun im Vorprogramm von Paramore auf. Im gleichen Jahr nutzte das Online-Reisebüro Expedia die Single Walking the Dog für einen Fernsehwerbespot.
Anfang 2012 schaffte es ihre Single We Are Young durch die Verwendung des Songs in den US-Serien Glee und Gossip Girl auf Platz 1 der US-Billboard-Charts. Auch international konnte die Single hohe Chartplatzierungen erreichen, so unter anderem Platz eins in Großbritannien, Österreich und Position vier in Deutschland.
Die im Juni 2012 veröffentlichte Nachfolge-Single Some Nights avancierte zu einem Top-Five-Hit u. a. in den USA und Großbritannien. Bei der Grammy-Verleihung 2013 wurden Fun mit dem Grammy Award for Best New Artist ausgezeichnet, während die Single We Are Young zum Titel des Jahres („Song of the Year“) gekürt wurde.

## Diskografie
Studioalben

| Jahr | Titel Musiklabel               | Höchstplatzierung, Gesamtwochen, AuszeichnungChartplatzierungen (Jahr, Titel, Musiklabel, Platzierungen, Wochen, Auszeichnungen, Anmerkungen) | Höchstplatzierung, Gesamtwochen, AuszeichnungChartplatzierungen (Jahr, Titel, Musiklabel, Platzierungen, Wochen, Auszeichnungen, Anmerkungen) | Höchstplatzierung, Gesamtwochen, AuszeichnungChartplatzierungen (Jahr, Titel, Musiklabel, Platzierungen, Wochen, Auszeichnungen, Anmerkungen) | Höchstplatzierung, Gesamtwochen, AuszeichnungChartplatzierungen (Jahr, Titel, Musiklabel, Platzierungen, Wochen, Auszeichnungen, Anmerkungen) | Höchstplatzierung, Gesamtwochen, AuszeichnungChartplatzierungen (Jahr, Titel, Musiklabel, Platzierungen, Wochen, Auszeichnungen, Anmerkungen) | Anmerkungen                                                  |
| Jahr | Titel Musiklabel               | DE | AT | CH | UK | US | Anmerkungen                                                  |
| ---- | ------------------------------ | --- | --- | --- | --- | --- | ------------------------------------------------------------ |
| 2009 | Aim and Ignite Fueled by Ramen | — | — | — | — | US71 (14 Wo.)US | Erstveröffentlichung: 25. August 2009                        |
| 2012 | Some Nights Fueled by Ramen    | DE30 (8 Wo.)DE | AT11 (24 Wo.)AT | CH16 (35 Wo.)CH | UK4 Platin · (51 Wo.)UK | US3 ×3Dreifachplatin · (88 Wo.)US | Erstveröffentlichung: 21. Februar 2012 Verkäufe: + 3.715.000 |